# Cuts (L. A. Guns)
Cuts és un EP de L.A. Guns.

## Cançons
1. "Night of the Cadillacs"
2. "Suffragette City"
3. "Ain't the Same"
4. "Papa's Got a Brand New Bag"
5. "Killer Mahari"